# کراسوس
مارکوس لیکینیوس کراسوس (به لاتین: Marcus Licinius Crassus Dives) سردار، کنسول و سیاستمدار رومی بود. او در حدود سال ۱۱۴ پ. م به دنیا آمد و در سال ۵۳ پ. م در نبرد سهمگین حران به دست ایرانیان کشته شد. وی به همراه پومپه و ژولیوس سزار یکی از سران تریوم‌ویرات اول بود. اوج موفقیت و معروفیت او در زمان سومین جنگ بردگان در سال ۷۱ پیش از میلاد و در هم شکستن آن بود که به وسیلهٔ اسپارتاکوس سازمان یافته بود. از وی معمولاً به عنوان «ثروتمندترین فرد روم» یاد می‌شد.
هنگامی که کراسوس ادارهٔ امور استان رومی سوریه را بر عهده داشت تصمیم گرفت  به ایران حمله کند. او سپاهی چهل‌هزار نفری در اختیار داشت که در مقابله با ده‌هزار سوار اشکانی تلفات بسیار سنگینی داد. نبرد حران همزمان با پادشاهی ارد دوم در ایران بود.
در تاریخ ۵۳ پیش از میلاد؛ کراسوس به قلمروی اشکانیان حمله کرده و قوای روم طی نبرد حران شکست سختی خوردند. کراسوس در حقیقت می‌خواست با فتح ایران غلبه دوباره غرب بر مشرق زمین را که اسکندر مقدونی فقط توانسته بود آن را در مدت کوتاهی حفظ کند، به انجام برساند؛ اما شکست سپاه روم در نبرد حران با وجود برتری تعداد نفرات ارتش روم نسبت به ارتش ایران آنچنان وحشت‌انگیز و غیرقابل باور بود که در گزارش بازماندگان سپاه رومی به سنای روم این وحشت مشهود است. افسانه شکست‌ناپذیری ارتش روم که تا آن زمان شکست نخورده بود شکسته شد. همچنین سر کراسوس و پسرش برای ارد دوم پادشاه ایران فرستاده شد که اتفاق بسیار نادر و غیرممکنی به نظر می‌آمد. در این جنگ سواران ایرانی آنقدر آماده نبرد بودند که هنگام عقب‌نشینی نیز می‌توانستند از پشت سر تیراندازی کنند و سپاه دشمن عاجز از تعقیب آنها بود. در پی این جنگ، رومیان که تصور می‌کردند تنها ابرقدرت موجود در دنیای باستان هستند، شاهنشاهی اشکانیان را به عنوان یک ابرقدرت پذیرفتند و دریافتند که نمی‌توانند این شاهنشاهی را از بین ببرند.

## سرکوب شورش بردگان
در سال ۷۱ پیش از میلاد، کراسوس شورش بردگان به رهبری اسپارتاکوس را به شدت سرکوب کرد و جاده آپیا را با جنازه‌های به‌صلیب‌کشیده‌شده ۵ تا ۶ هزار برده علامت‌گذاری کرد.